# Agata Ostrowska (koszykarka)
Agata Ostrowska (ur. 28 kwietnia 1993) – polska koszykarka grająca na pozycjach niskiej lub silnej skrzydłowej.

## Osiągnięcia
Stan na 27 sierpnia 2020.

### Drużynowe
Seniorów
- Brązowa medalistka mistrzostw Polski (2013)
- Awans do PLKK (2016)

Młodzieżowe
- Mistrzyni Polski juniorek starszych U–22 (2015)